# Echter Widderbock

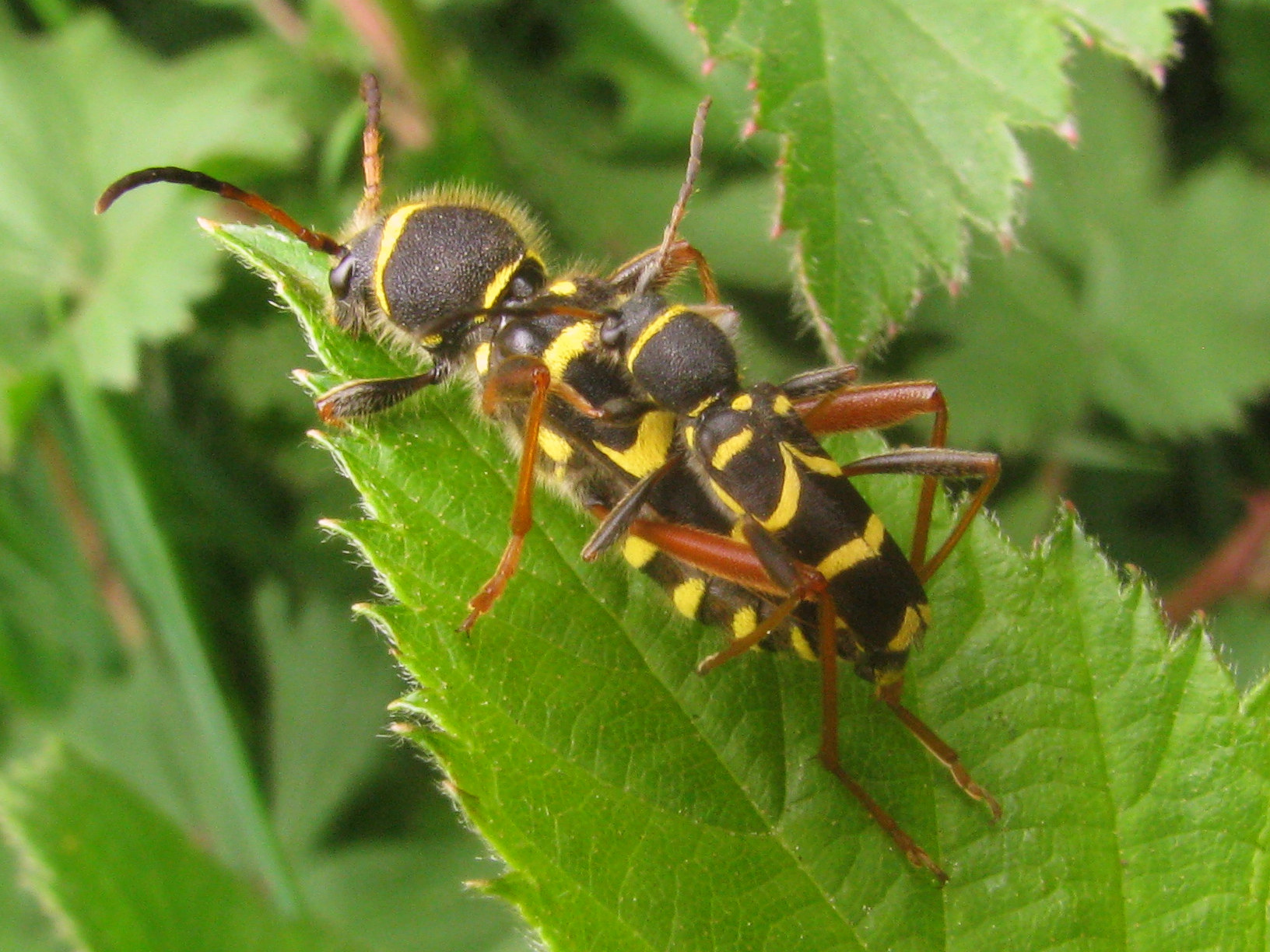
Paarung

Der Echte Widderbock, Gemeine Widderbock oder Wespenbock (Clytus arietis) ist ein Käfer aus der Familie der Bockkäfer (Cerambycidae). Er ist die häufigste Art seiner Gattung in Mitteleuropa, dennoch ist er wie nahezu alle Bockkäferarten in der Bundesartenschutzverordnung als besonders geschützt ausgewiesen.  

## Merkmale
Die Käfer erreichen eine Körperlänge von 7 bis 14 Millimetern. Ihr Körper ist schwarz gefärbt und trägt eine gelbe Musterung ähnlich der einer Wespe, deren Größe und Verlauf variiert. Je ein feines Band verläuft am Vorder- und Hinterrand des Halsschildes und je ein Querfleck befindet sich hinter der Schulter, Richtung Außenrand der Deckflügel. In der Mitte der Deckflügel befindet sich ein zur Mitte hin nach vorne gekrümmtes Querband, ein weiteres gerades verläuft weiter hinten. Die Enden der Deckflügel sind ebenso wie das Schildchen (Scutellum) komplett gelb. Der kurze Halsschild ist etwas gewölbt und an den Seiten breit abgerundet. Seine Oberfläche ist fein körnig strukturiert und gerunzelt. Die Deckflügel sind sehr fein punktiert. Das erste Tarsenglied der Hinterbeine ist beim Männchen deutlich länger, beim Weibchen etwas länger als die übrigen zusammen. Die Beine sind orangebraun gefärbt, die Schenkel (Femora) sind bei manchen oder allen Beinen verdunkelt. Die Fühler sind ebenso orangebraun gefärbt und verdunkeln zur Spitze hin. Dies unterscheidet die Art von dem recht ähnlichen Schmalfühlerigen Widderbock (Clytus lama), bei dem die Fühler einheitlich gefärbt und zudem nicht verdickt sind. Auch sind die gelben Flecken hinter den Schultern leicht schräg gestellt.  

## Vorkommen
Die Art ist in Mittel- und Südeuropa, nördlich bis in den Norden Dänemarks, Zentralnorwegen und -schweden, den Süden Finnlands und östlich vom Kaukasus, über Transkaukasus bis nach Vorderasien verbreitet. Sie kommt auch auf den Britischen Inseln vor. Die Tiere besiedeln Laubwälder vom Flachland bis ins niedrige Bergland, kommen überall vor und sind nicht selten, lokal sogar häufig. Sie fliegen von Mai bis Juli.  

## Lebensweise
Die Imagines findet man beim Blütenbesuch, insbesondere an Doldenblütlern und Weißdornen und auch an Totholz von Laubbäumen. Die Larven leben in trockenen Ästen von Laubhölzern, wie beispielsweise Eichen, Buchen, Weißdornen oder Obstbäumen. Sie entwickeln sich anfangs zwischen der Rinde und dem Holz und fressen sich bis zur Verpuppung tief in das Holz hinein. Sie benötigen zwei Jahre für ihre Entwicklung.

## Belege
- Karl Wilhelm Harde, Frantisek Severa und Edwin Möhn: Der Kosmos Käferführer: Die mitteleuropäischen Käfer. Franckh-Kosmos Verlags-GmbH & Co KG, Stuttgart 2000, ISBN 3-440-06959-1.
- Jiri Zahradnik, Irmgard Jung, Dieter Jung et al.: Käfer Mittel- und Nordwesteuropas. Parey, Berlin 1985, ISBN 3-490-27118-1.